# Федеральный судья США
Федеральный судья Соединенных Штатов ( англ. United States federal judge ) — американский судья, назначенный в соответствии со статьей III Конституции США президентом США и утвержденный Сенатом США в соответствии с пунктом о назначении в статье II Конституции США. Должность пожизненная; увольнение судьи может состояться лишь в результате процедуры импичмента, как правило, из-за неприемлемого поведения судьи.
В дополнение к Верховному суду США, Конгресс создал 13 апелляционных судов (также называемых «окружными судами») с апелляционной юрисдикцией в разных регионах США и 94 окружных суда.
Каждый судья, назначенный в такой суд, может быть отнесен к категории федерального судьи; такие должности включают в себя председателя и членов Верховного суда, судей окружных апелляционных судов и судей окружных судов США. Все эти судьи иногда называются «судьями по статье III», поскольку они осуществляют судебную власть, предоставленную судебной ветви федеральных властей статьей III Конституции США. Кроме того, судьи Суда международной торговли осуществляют судебную власть в соответствии со статьей III.
Другие судьи, работающие в федеральных судах, в том числе судьи-магистраты и судьи по банкротству, также иногда называются «федеральными судьями»; однако их не назначает президент и не утверждает Сенат; их полномочия вытекают из статьи I.

## Круг полномочий
В рамках своих обязанностей федеральный судья рассматривает дела, связанные с :
- правовым соответствием Конституции США
- вопросами законов и договоров
- вопросами относительно послов и министров
- спорами между штатами
- морским правом
- производством о банкротстве
- вопросами, регулируемыми Habeas Corpus Act .